# Herrnbaumgarten
Herrnbaumgarten ist eine Marktgemeinde mit 926 Einwohnern (Stand 1. Jänner 2025) im Bezirk Mistelbach in Niederösterreich.

## Geografie
Herrnbaumgarten liegt im niederösterreichischen Weinviertel. Die Fläche der Marktgemeinde umfasst 16,49 Quadratkilometer. Davon sind 49 Prozent landwirtschaftliche Nutzfläche, 30 Prozent Weingärten und 13 Prozent sind bewaldet.

### Gemeindegliederung
Es gibt nur die Katastralgemeinde Herrnbaumgarten.

### Nachbargemeinden
| Drasenhofen | Valtice, Tschechien                         | Schrattenberg |
|             | Kompassrose, die auf Nachbargemeinden zeigt |               |
| Poysdorf    |                                             | Großkrut      |

## Geschichte
Die erste urkundliche Nennung findet sich als Poumgarten in der Schenkungsurkunde von Kaiser Heinrich III. an das Hochstift Passau vom 10. Juli 1056. Ausgrabungen aus der Bronzezeit und der jüngeren Steinzeit belegen jedoch, dass an dieser Stelle schon lange vor dieser Zeit eine Siedlung bestanden hatte.
Ende des 12. Jahrhunderts wurde eine Burg für die von Baumgarten errichtet. Im 16. Jahrhundert ging die Burg an das Haus Liechtenstein.
1237 scheint ein Chadold von Herrenbaumgarten als Zeuge auf (wahrscheinlich der Burgherr), als das Kloster Klosterneuburg ein verlorenes Dorf wieder erhält.(ausgestellt 1.6.1237 in Wien, Regesten, Klosterneuburg).

### Dreißigjähriger Krieg
Gleich zu Beginn des Krieges wurde Herrnbaumgarten in Mitleidenschaft gezogen, da die Liechtensteiner als Katholiken auch treue Anhänger von Kaiser Ferdinand II. waren. So drang 1619 Graf Heinrich Matthias von Thurn als Feldherr der aufständischen Böhmen bis zur Reichshaupt- und Residenzstadt Wien vor. Gleichzeitig rückte Bethlen Gábor von Ungarn bis Nikolsburg vor und verwüstete die Liechtensteinischen Güter. 1620 lagen die kaiserlichen Truppen das ganze Jahr im Ort. 1634 erfolgten durch den Durchmarsch der kaiserlichen Truppen wieder Einquartierungen, Kontributionen und Requisition von Lebensmitteln.
1645 war ein weiteres bitteres Jahr für das Dorf. Da die kaiserlichen Truppen in der Schlacht bei Jankau von einem schwedisch-protestantischen Heer vernichtend geschlagen wurden, war der Weg für den schwedischen Feldmarschall Lennart Torstensson nach Wien frei. Da er die Hauptstadt jedoch nicht einnehmen konnte, nahm er am 14. April Quartier in Mistelbach, eroberte Laa und Falkenstein, besetzte Staatz, nahm Zistersdorf und erstürmte Nikolsburg, wo ihm große Mengen an Geschützen und Munition in die Hände fielen. Auch Feldsberg musste seine Tore öffnen. Am 27. April zog Thorstenson nach Hohenau, welches drei Tage später fiel. In Altlichtenwarth sollen 309, in Hausbrunn 238 Personen ermordet worden sein. Viele Häuser wurden in Brand gesteckt. Poysdorf blieb verschont, weil es die schwedischen Offiziere und deren Truppen ausgiebig mit bestem Wein und anderen Lebensmitteln versorgte, wofür der Ort sogar einen Schutzbrief (salva guardia) erhielt.
Gegen Ende April zogen die Schweden gegen Brünn, jedoch musste Torstensson die Belagerung Brünns wieder abbrechen und zog nochmals erfolglos gegen Wien. Rund um Nikolsburg gingen dabei 30 Ortschaften in Flammen auf. 1646 kehrte wieder Friede ein.
Bis zur Aufhebung der Patrimonialherrschaften blieb das Dorf der Herrschaft Feldsberg untertänig. Im Jahr 1822 wurde der Ort als Markt mit 267 Häusern genannt, der über eine Pfarre und eine Schule verfügte. Die Herrschaft Feldsberg besaß die Ortsobrigkeit, übte die Landgerichtsbarkeit aus, besorgte die Konskription und hatte die Grundherrschaft inne.

### Schlacht bei Königgrätz
Nach der verlorenen Schlacht bei Königgrätz zogen Scharen von Soldaten im traurigsten Zustand, ohne Ausrüstung und ohne Ordnung, oft auch ohne Verpflegung, niedergeschlagen durch den Ort. Gerüchte über Plünderungen, Brandschatzungen und auch Zwangsrekrutierungen von wehrfähigen Männern machten sich breit. Was möglich war, wurde versteckt, oft wurden die Keller vermauert. Am 16. Juli 1866 kamen versprengte preußische Ulanen ins Dorf. Bis August gab es fortwährend Einquartierungen und Durchmärsche, wodurch der Ort oft mehrere tausend Mann aufnehmen musste. In manchen Häusern waren bis zu 60 Soldaten einquartiert. Die Einquartierten hielten jedoch Zucht und Ordnung und hatten Vorlieben für Wein, saure Milch und Schmalzbrote. Der Schaden durch die Verköstigung der Soldaten war jedoch beträchtlich. So mussten unter anderem 35 Kühe, 189 Eimer Wein, 392 Metzen Hafer sowie Heu und Brot beigestellt werden. Die Felder und die darauf angebauten Früchte hatten durch die Durchmärsche und durch Verfütterungen an die Pferde stark gelitten.
Zudem hatten die preußischen Soldaten während der Feldzüge von 1866 auch die Cholera eingeschleppt, welche vom 30. Juli bis 4. Oktober in Herrnbaumgarten 45 Menschenleben forderte.

### Erster Weltkrieg
Am 28. Juli 1914 erklärte Österreich-Ungarn an das Königreich Serbien den Krieg, am 31. Juli wurde die Generalmobilmachung angeordnet. Mit Begeisterung zogen 238 Herrnbaumgartner in den Ersten Weltkrieg. Die schweren Kämpfe in Galizien gegen die Russen forderten eine hohe Zahl an Opfern, welche am 22. August 1914 durch die Einberufung des Landsturms ausgeglichen werden sollte. Insgesamt wurden 17 Musterungen vorgenommen. Gegen Ende des Krieges standen 518 Herrnbaumgartner unter Waffen. Da die Rohstoffe sich immer mehr verknappten, wurden am 1. Mai 1917 die Kirchenglocken am Turm zerschnitten und herabgeworfen. Am 14. Februar 1918 folgten die Zinnpfeifen der Orgel. Insgesamt kamen 95 Personen im Verlauf des Ersten Weltkriegs um.

### Zweiter Weltkrieg
Gemustert wurden anfangs die Jahrgänge 1914 und 1915, einige Linientreue wurden als UK (unabkömmlich) eingestuft.
Ab 1942 waren im Dorf manchmal kriegsverwundete Soldaten sowie Kinder aus bombengefährdeten Gebieten zu Gast. Am 21. Mai 1943 kamen 55 Rheinländer aus ihrer Heimat, das Verhältnis zu den Einwohnern war eher gespannt. Auch Stalingradverwundete wurden aufgenommen. Am 7. November wurden 51- bis 55-Jährige gemustert, später wurden auch die Jahrgänge 1927 und auch teilweise 1928 zur Wehrmacht eingezogen. Im Februar 1944 wurden zwei Bomben auf einem Feld abgeworfen. Frauen und Kinder aus dem sogenannten Altreich, sogenannte „Bombenfrischler“ wurden zwangseinquartiert.
Am 17. Oktober kamen 60 Banater auf der Flucht vor den Russen in Plachenwagen an und konnten, da die Rheinländer bereits den Ort verlassen hatten, aufgenommen werden.
Am 27. Dezember hat ein US-amerikanischer Kampfverband 7 Bomben auf Herrnbaumgarten abgeworfen. Im Februar 1945 waren russische Aufklärungsflieger über dem Dorf zu sehen. Manchmal schossen sie auf die am Feld arbeitenden Einwohner. Bei einem Luftangriff wurden am 11. April drei Häuser beschädigt, am 17. April erfolgte ein russischer Bomberangriff. Dabei wurden fünf Bomben auf das Dorf abgeworfen, von denen allerdings vier Blindgänger waren. Im Zuge dieser Luftangriffe wurden sieben Zivilisten getötet und mehrere Gebäude zerstört.
Herrnbaumgarten wurde am Samstag, dem 21. April 1945 zwischen 8 und 9 Uhr von der Roten Armee besetzt. Die russischen Soldaten kamen von Großkrut und standen überall auf den Höhen. Einige waren bis zum Ort vorgestoßen und erkundigten sich, ob noch Deutsche da wären. Das Geschäft auf der Hauptstraße 53 wurde sofort eingenommen und geplündert. Beim Gemeindegasthaus erwartete der Russisch sprechende Sägewerksbesitzer Eichler die Russen und erklärte, dass keine Deutschen mehr anwesend seien. Zwei versteckte Militärflüchtlinge wurden von den Russen als Spione erschossen. Im Haus Nr. 449 wurde ein toter Russe gefunden, woraufhin das Haus angezündet wurde.
Nach dem Einmarsch der Russen blieben von den rund 800 Rindern und 170 Pferden nur noch 60 Kühe und 13 Pferde übrig. Zahlreiche Weinkeller waren durch den verschütteten Wein voll Schlamm und konnten wochenlang nicht betreten werden.
Dieser Krieg forderte 142 Gefallene oder Vermisste. Die Herrnbaumgartner Männer kämpften an allen Fronten, besonders aber in der 44. Division in der heutigen Ukraine und dann in Stalingrad.

### Seuchen

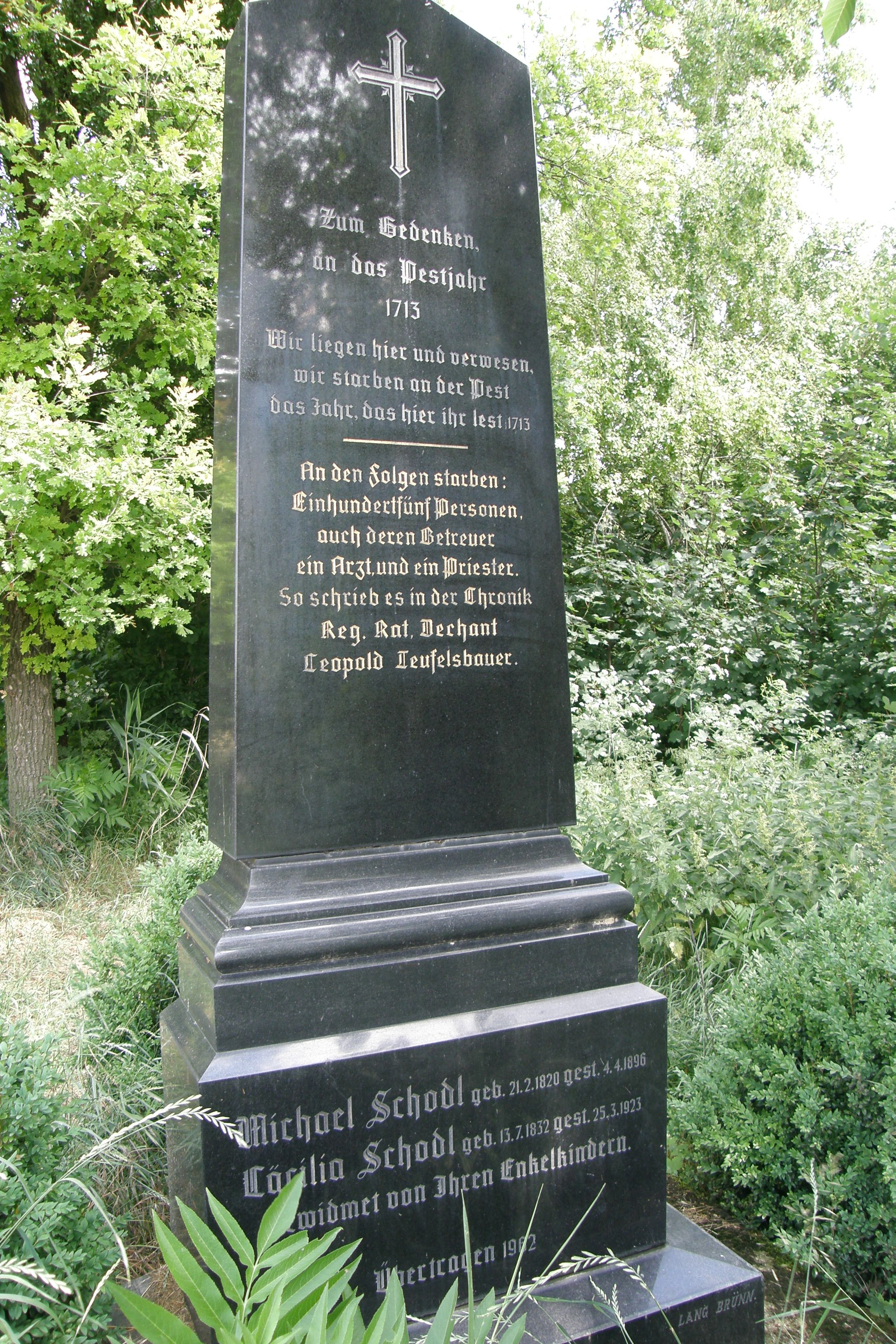
Pestdenkmal

Pest und Cholera wüteten mehrfach in Herrnbaumgarten.
- Das erste Mal im Sommer 1349.
- Im Dezember 1691 gab es den ersten Pesttoten, bis zum 29. Jänner 1692 starben weitere 11 Personen.
- Das Jahr 1713 war besonders schlimm. Alle Straßen zu Nachbarorten wurden gesperrt und bewacht. Als erste starb am 28. Juni ein 10-jähriges Mädchen, was allerdings geheim gehalten wurde. Erst als alle anderen Hausbewohner erkrankten und verstarben, wurde es bekannt. Die Verstorbenen wurden erst außerhalb des Friedhofes begraben, später wurde ein eigener Pestfriedhof benutzt. Mitte August starben täglich rund 3 Einwohner. Am 14. August verstarb der Arzt, am 15. erkrankte der Pater, welcher aber wieder gesund wurde. Die Pest endete am 10. November und forderte 105 Opfer.
- 1836 starben 8 Personen an der Cholera.
- 1855 brach wieder die Cholera aus. Bis September verstarben 130 Menschen dadurch.
- 1866 wurde die Cholera von preußischen Soldaten eingeschleppt und 45 Bewohner starben.

### Einwohnerentwicklung
1831 hatte der Ort 1750 Bewohner.
1835 standen 268 Häuser mit 1830 Bewohnern.
1870 gab es 314 Häuser mit 1712 Einwohnern.
Der starke Rückgang der Einwohnerzahl des 20. Jahrhunderts wurde um die Jahrtausendwende gestoppt.

## Kultur und Sehenswürdigkeiten

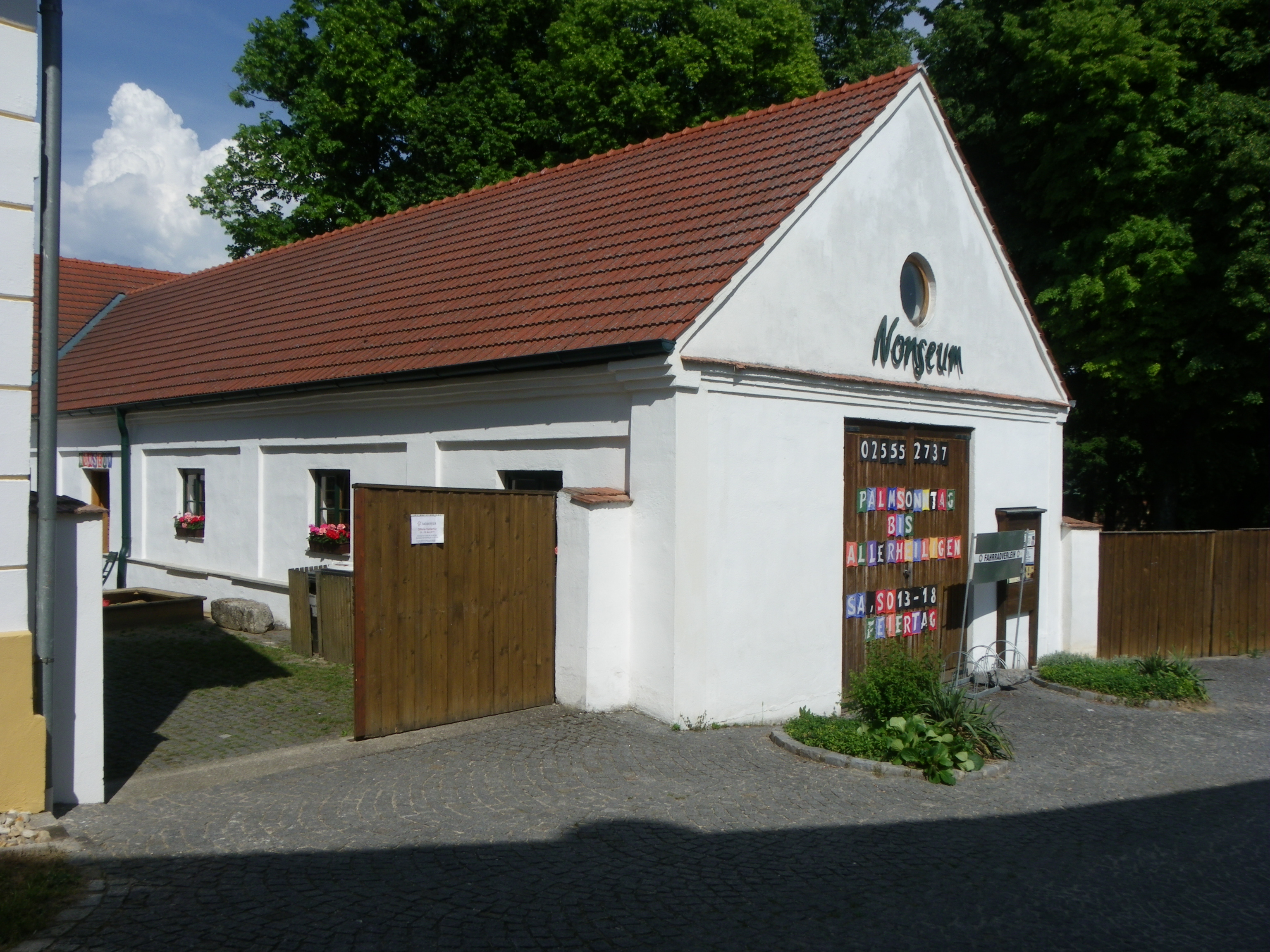
Nonseum

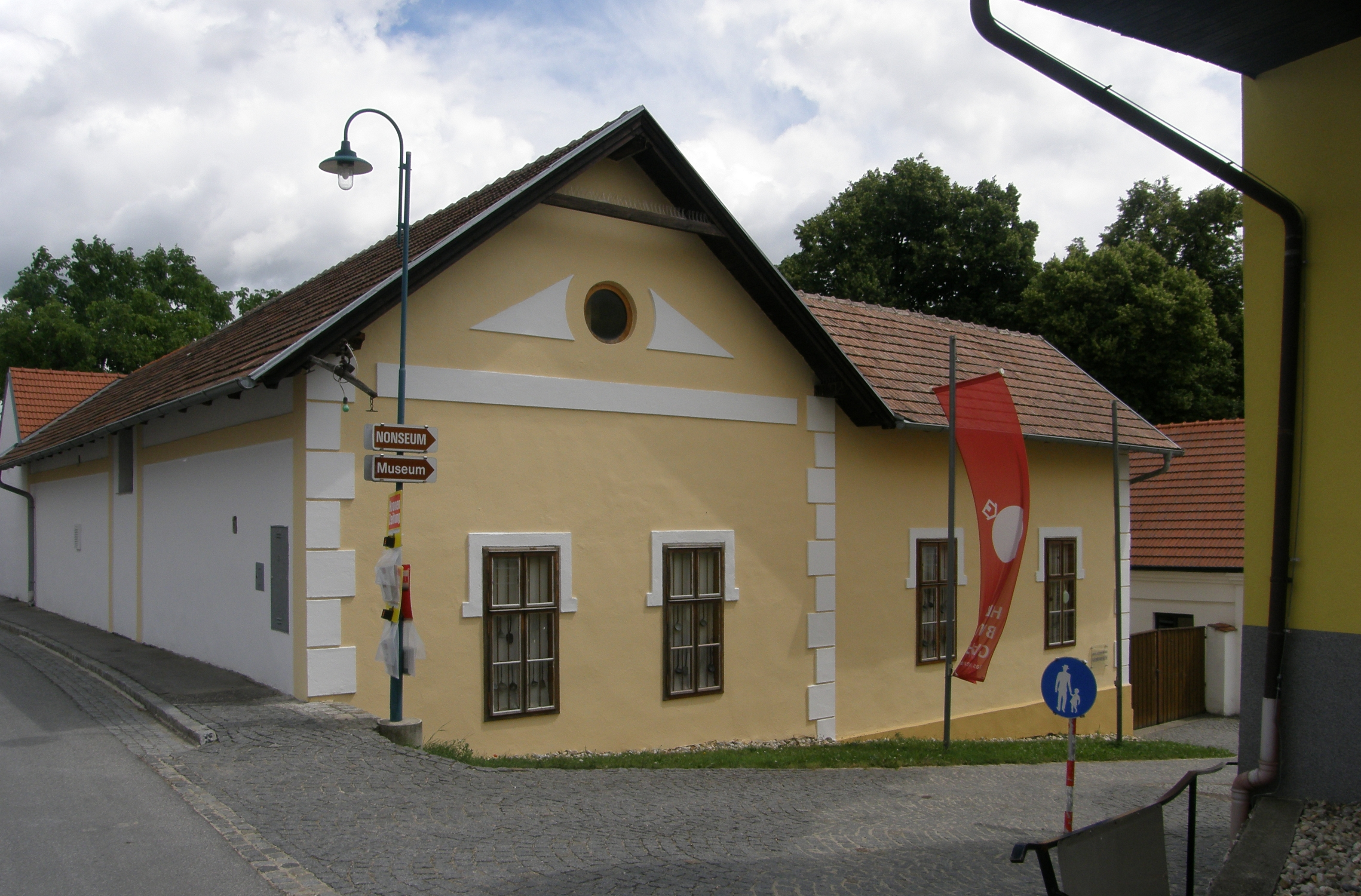
Dorfmuseum Herrnbaumgarten

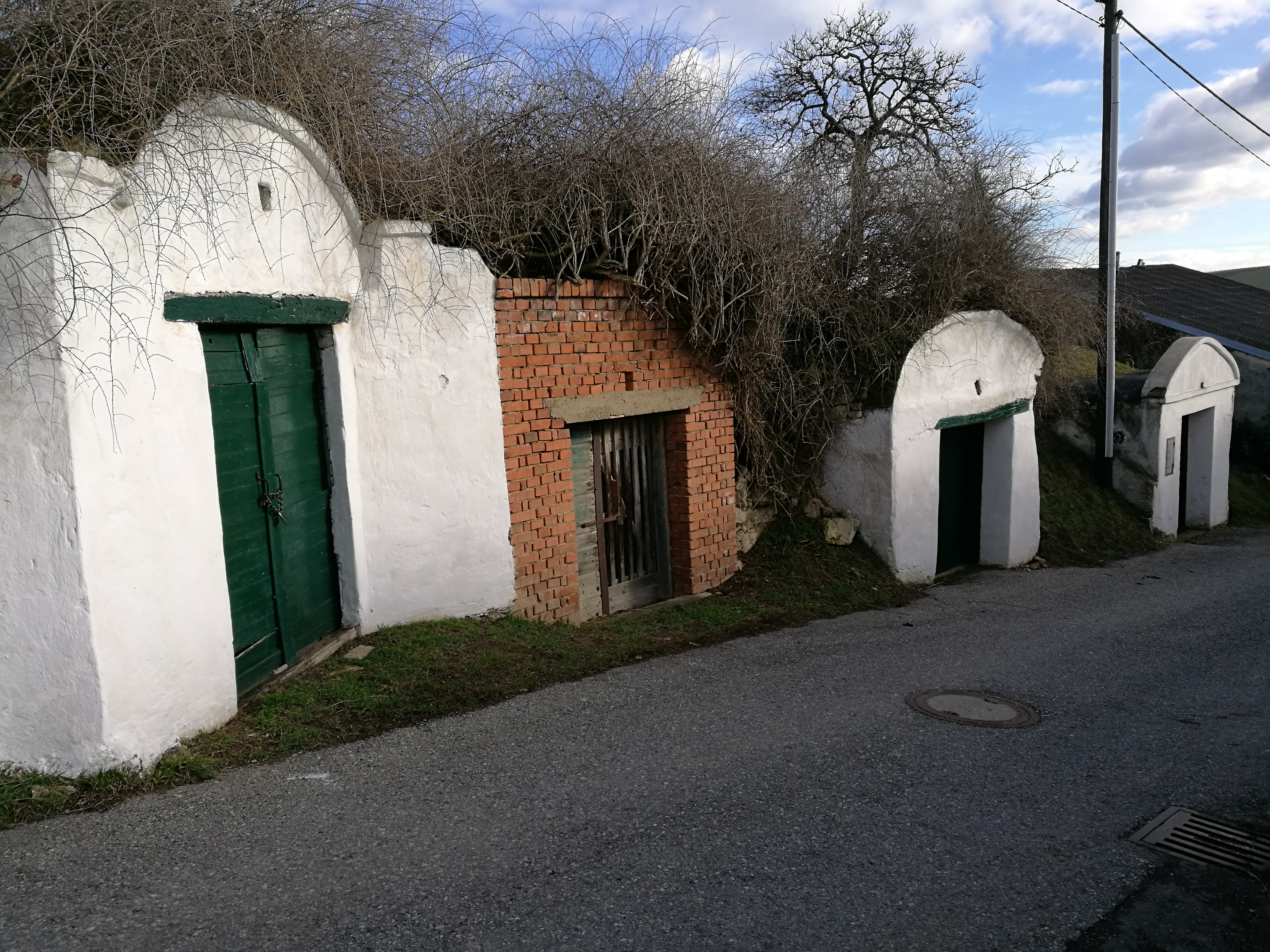
Kellergasse Langer Berg

- Burgruine Baumgarten: Die am Ende des 12. Jahrhunderts für die von Baumgarten errichtete Burg ging im 16. Jahrhundert an die Liechtensteiner über. Während des Dreißigjährigen Krieges wurde sie 1645 von einem schwedischen Heer vollkommen zerstört.[6] Heute erinnert lediglich die Burggasse und der ehemalige, 1982 wieder ausgegrabene, 17 Meter tiefe Burgbrunnen an die Burg. Auf einem Gemälde, welches sich in der Herrnbaumgartner Pfarrkirche befindet und mit 1645 datiert ist, kann man noch einen turmartigen Bau erkennen. In dem Bereich der ehemaligen Burg bestehen noch heute mehrere Erdställe.
- Katholische Pfarrkirche Herrnbaumgarten Unbefleckte Empfängnis
- Nonseum: Museum mit Nonsens-Erfindungen
- Dorfmuseum Herrnbaumgarten mit Vermischter Warenhandlung
- Küchenmuseum
- Kinomuseum
- Labyrinthkeller
- Verruckte Vinothek
- Theater Herrnbaumgarten

## Wirtschaft und Infrastruktur
Nichtlandwirtschaftliche Arbeitsstätten gab es im Jahr 2001 37, land- und forstwirtschaftliche Betriebe nach der Erhebung 1999 147. Die Zahl der Erwerbstätigen am Wohnort betrug nach der Volkszählung 2001 449. Die Erwerbsquote lag 2001 bei 46,07 Prozent.

### Öffentliche Einrichtungen
In Herrnbaumgarten befindet sich ein Kindergarten und eine Volksschule.

## Politik

### Gemeinderat
Der Gemeinderat hat aktuell 15 Mitglieder.
| Wahltermin              | Verteilung                    | Anmerkung     |
| ----------------------- | ----------------------------- | ------------- |
| Gemeinderatswahlen 1990 | 14 ÖVP, 3 SPÖ, 2 FPÖ          | 19 Mitglieder |
| Gemeinderatswahlen 1995 | 14 ÖVP, 2 SPÖ, 2 FPÖ, 1 Grüne |               |
| Gemeinderatswahlen 2000 | 12 ÖVP, 3 SPÖ, 3 FPÖ, 1 Grüne |               |
| Gemeinderatswahlen 2005 | 13 ÖVP, 4 SPÖ, 2 FPÖ          |               |
| Gemeinderatswahlen 2010 | 15 ÖVP, 3 SPÖ, 1 FPÖ          |               |
| Gemeinderatswahlen 2015 | 13 ÖVP, 2 SPÖ                 | 15 Mitglieder |
| Gemeinderatswahlen 2020 | 13 ÖVP, 2 SPÖ                 |               |
| Gemeinderatswahlen 2025 | 13 ÖVP, 2 SPÖ                 |               |

### Bürgermeister
- 1946–1947 Karl Romsy (ÖVP)
- 1947–1950 Alois Schodl
- 1950–1954 Alois Woditschka
- 1954–1975 Adolf Frank
- 1975–1990 Alois Zechmeister
- 1990–2010 Helmut Schwalm (ÖVP)
- seit 2010 Christian Frank (ÖVP)

### Wappen
Der Gemeinde wurde 1994 folgendes Wappen verliehen: In Silber auf grünem Dreiberg ein zinnenbekrönter, gequaderter schwarzer Turm, belegt mit einem rot-silber-roten Bindenschild, zu beiden Seiten je ein belaubter grüner Weinstock mit zwei Trauben.
Die Gemeindefarben sind Schwarz-Weiß-Grün.

## Persönlichkeiten
Söhne und Töchter der Gemeinde
- Thaddäus Bayer (1737–1809), Mediziner
- Karl Romsy (1903–1989), Politiker (ÖVP) und Landwirt